# Masse de Planck
La masse de Planck est, en physique, une unité de masse qui fait partie du système d'unités naturelles dit des unités de Planck.
Elle est couramment notée {\displaystyle m_{\mathrm {P} }}, notation composée de la lettre latine m minuscule, initiale de masse, suivie, à droite, en indice, de la lettre latine P majuscule, initiale du nom de famille de Max Planck.

## Définition
La masse de Planck s'exprime par l'équation suivante :
{\displaystyle m_{\mathrm {P} }={\sqrt {\frac {\hbar {c}}{G}}}},
où :
- {\displaystyle \hbar } est la constante de Planck réduite ;
- {\displaystyle G} est la constante gravitationnelle ;
- {\displaystyle c} la vitesse de la lumière dans le vide.

La dimension de la masse de Planck est, par définition, celle d'une masse :
{\displaystyle [m_{\mathrm {P} }]=\mathrm {M} }.
Son unité SI est donc le kilogramme (kg).
Depuis le 2 juin 2011, la valeur de la masse de Planck recommandée par le Comité de données pour la science et la technologie (CODATA) est de :
{\displaystyle m_{\mathrm {P} }=2{,}176\;434(24)\times 10^{-8}} kg= 1,220 890(13) × 1019 GeV/c2.
avec une erreur relative égale à 1,1×10-5.

## Masse de Planck réduite
En physique des particules et en cosmologie physique on utilise souvent la formule alternative de la masse de Planck réduite :
{\displaystyle {\sqrt {\frac {\hbar {}c}{8\pi G}}}} ≈ 4,341 358(47) × 10−9 kg = 2,435 323(27) × 1018 GeV/c2.
Le facteur {\displaystyle 1/{\sqrt {8\pi }}}  simplifie de nombreuses équations en relativité générale.

## Interprétation

### Masse d'une particule
À la différence des autres unités de Planck, la masse de Planck est une unité extensive, et sa valeur peut donc être collectivement atteinte par un nombre suffisant de particules. Le rapport de la masse de Planck à la masse d'une particule élémentaire typique (par exemple le muon) est de l'ordre de mP/m ≈ 1020, à comparer au nombre d'Avogadro de l'ordre de 1023. C'est pour cette raison que dans les ordres de grandeur de masse, la masse de Planck correspond à un ordre de grandeur relativement accessible à l'expérience. Avec 21,76 µg, la masse de Planck correspond à la masse d'un petit grain de sable d’environ 125 µm de diamètre.
En revanche, si la masse de Planck est portée par une particule unique, celle-ci est de l'ordre de 1020 fois plus massive qu'un muon. C'est alors la plus grosse masse possible pour une particule « ponctuelle », celle de la particule de Planck.

### Particule de Planck
La masse de Planck est celle de la particule de Planck, trou noir dont l'horizon des événements est de même aire que la surface de Planck.
Si un objet « ponctuel » —dont l'extension spatiale est de l'ordre de la longueur de Planck— a une masse égale à la masse de Planck, sa compacité est celle d'un trou noir de Schwarzschild. Une masse plus grande conduirait à mesurer un diamètre supérieur du trou noir, et donc dans ce sens, la masse de Planck apparaît comme une limite naturelle pour la masse d'une « particule élémentaire » : c'est la plus grande masse que peut atteindre un objet « ponctuel ».

### Couplage gravitationnel
De manière équivalente, la masse de Planck peut être définie comme telle que l'énergie potentielle gravitationnelle entre deux masses mP séparées par une distance r soit égale à l'énergie d'un photon (ou d'un graviton) de longueur d'onde réduite r :
{\displaystyle E={\frac {Gm_{\text{P}}^{2}}{r}}={\frac {\hbar c}{r}}.}
En isolant mP, on en tire alors :
{\displaystyle m_{\text{P}}={\sqrt {\frac {\hbar c}{G}}}}
On peut remarquer que si dans ces équations on remplace la masse de Planck par la masse d'un proton, l'équation devra être équilibrée par la constante de structure fine gravitationnelle, de la même manière que la constante de structure fine traduit le rapport entre la charge élémentaire et la charge de Planck. De ce point de vue, de même que la charge de Planck traduit l'intégration de la constante de structure fine à l'unité de charge qu'est l'électron, la masse de Planck peut être vue comme intégrant la constante de structure fine gravitationnelle à l'unité de masse qu'est le proton.

### Localisation
La masse de Planck est la masse d'une particule dont la longueur d'onde de Compton réduite serait égale au demi-rayon de Schwarzschild.
La longueur d'onde de Compton est l'échelle à laquelle la mesure de la position d'une particule est fondamentalement limitée, c'est en gros l'échelle de longueur où les effets quantiques commencent à devenir prépondérants, échelle d'autant plus petite que la particule est massive. De son côté, le rayon de Schwarzschild est le rayon de l'horizon d'un trou noir de masse équivalente à celle de la particule, d'autant plus grand que la particule est plus massive. L'égalité des deux donne la masse d'une particule ponctuelle dont la localisation la plus précise possible, la dynamique d'une particule plus massive est fortement affectée par la gravité quantique.
La longueur de Compton réduite est égale à :
{\displaystyle {\frac {\lambda _{\mathrm {C} }}{2\pi }}={\frac {\hbar }{mc}}},
et le demi-rayon de Schwarzschild à :
{\displaystyle {\frac {R_{\mathrm {S} }}{2}}={\frac {Gm}{c^{2}}}}.
{\displaystyle {\frac {\lambda _{\mathrm {C} }}{2\pi }}={\frac {R_{\mathrm {S} }}{2}}\Leftrightarrow {\frac {\hbar }{mc}}={\frac {Gm}{c^{2}}}\Leftrightarrow {\hbar }c^{2}=Gcm^{2}\Leftrightarrow {m^{2}}={\frac {\hbar {c}}{G}}\Leftrightarrow {m}={\sqrt {\frac {\hbar {c}}{G}}}=m_{\mathrm {P} }}.